# 計量言語学
計量言語学（けいりょうげんごがく、Quantitative linguistics）は、一般言語学（より具体的には計算言語学）の下位分野であり、自然言語の構造だけでなく、言語学習、言語変化、応用を扱い、統計的手法を駆使して言語を調査する。その最大の目的は、言語法則の定式化であり、最終的には、相互に関連する一連の言語法則という意味での言語の一般理論の定式化である。synergetic linguistics は当初からこの目的のために特別に設計された。計量言語学は、言語統計の結果に経験的に基づくものである。この分野は、言語の統計または任意の言語対象の統計として解釈でき、実在する理論上の野心の的に必ずしも関連しているわけではない。言語学の他分野では、コーパス言語学と計算言語学が、重要な経験的証拠を与える。

## 学会

### 日本
- 計量国語学会 http://www.math-ling.org/ [3]

## 関連人物
- 安本美典